# Туризм в Таджикистане
Туризм в Таджикистане — это одна из развивающихся отраслей экономики страны, которая быстрыми темпами развивается в последние годы. В 1990-е годы из-за гражданской войны в стране, туристы из-за рубежа сдерживали себя посетить эту страну по соображениям безопасности. После окончания гражданской войны в 1997 году, туризм в стране стал постепенно развиваться и с середины 2000-х годов вышел на качественно новый уровень, благодаря улучшению инфраструктуры и качества обслуживания.

## Виза и посещаемость
Для въезда на территорию Республики Таджикистан, гражданам большинства стран постсоветского пространства не требуется получения визы. В эти страны входят: Армения, Белоруссия, Грузия, Киргизия, Молдавия, Россия (гражданам этих стран можно находиться на территории страны без визы неограниченное время), Азербайджан и Украина (гражданам этих стран можно находиться на территории страны без визы до 90 дней). Гражданам Китая необходимо получить электронную визу для посещения Таджикистана сроком до 45 дней. Гражданам остальных стран требуется оформление визы для въезда в страну. Из них, гражданам 48 стран виза выдаётся сразу по прибытии в страну через международный аэропорт Душанбе. В эти страны входят: все страны Европейского Союза, Алжир, Андорра, Аргентина, Австралия, Бахрейн, Бразилия, Бруней, Ватикан, Венесуэла, Вьетнам, Гонконг, Египет, Израиль, Индонезия, Иордания, Иран, Йемен, Канада, Катар, Китай, Куба, Кувейт, Ливан, Ливия, Макао, Малайзия, Марокко, Мексика, Монако, Монголия, Новая Зеландия, ОАЭ, Оман, Саудовская Аравия, Сенегал, Сингапур, Сирия, США, Таиланд, Тунис, Туркменистан, Турция, Филиппины, Чили, ЮАР, Южная Корея и Япония.
Ежегодно количество туристов в стране растёт. Среднее количество туристов за последние годы составляет 200—300 тысяч человек. К примеру, в 2013 году страну посетили более 320 тысяч туристов из разных стран. Наибольший интерес к Таджикистану проявляют туристы из Великобритании, Германии, Ирана, Канады, Нидерландов, России, США, Турции, Франции, Чехии, Японии и других стран.
В Таджикистане в настоящее время действуют более 200 туристических компаний, функционируют 289 туристических объектов из них: 188 гостиниц, 26 хостелов и мотелей, 45 санаториев, 8 оздоровительных центров и поликлиник, 10 домов отдыха, 1 пансионат, 1 кемпинг и 4 базы отдыха и туризма .

## Таможенные правила
Денежные средства на сумму свыше 500 долларов США или их эквиваленты в другой валюте должны быть декларированы по прибытии. Де-юре максимально разрешенная к ввозу денежная сумма составляет 5000 долларов США.  Запрещено ввозить в страну наркотики и их виды, оружие и боеприпасы, отравляющие и взрывчатые вещества, материалы порнографического содержания. Драгоценные металлы и камни разрешено вывозить только при наличии документа подтверждающего их покупку.

## Транспортная доступность
Большинство туристов въезжают в Таджикистан через международный аэропорт Душанбе, который связан с такими городами как Москва, Санкт-Петербург, Казань, Екатеринбург, Новосибирск, Самара, Краснодар, Красноярск, Иркутск, Пермь, Челябинск, Уфа, Волгоград, Стамбул, Бишкек, Алма-Ата, Кабул, Тегеран, Мешхед, Дубай, Джидда и Урумчи. Также в городах Худжанд, Куляб и Курган-Тюбе имеются международные аэропорты которые связаны в основном с городами России. Железнодорожный транспорт страны не развит хорошо ввиду того что Таджикистан является высокогорной страной. Большинство туристов также въезжают в Таджикистан наземным путём на автомобилях, через Узбекистан, Киргизию или Китай.

## Валюта и обмен
Валюта Таджикистана — сомони́. В крупных городах имеются банкоматы для обмена валюты. Наибольшей популярностью среди иностранных валют имеют российский рубль, доллар США, евро и китайский юань.

## Безопасность
В 1990-е годы из-за гражданской войны в стране, находиться и путешествовать по Таджикистану было небезопасно. После окончания гражданской войны в 1997 году, ситуация в стране постепенно начала нормализоваться. В настоящее время путешествие по Таджикистану является безопасным, так как многочисленные террористы и исламистские бандформирования отступили в Афганистан во время окончания гражданской войны, а оставшиеся были уничтожены или отправлена на длительные сроки тюремного заключения. Именно исключение различных угроз в стране и установление безопасности способствовал увеличению числа туристов въезжающий в Таджикистан.

## Всесоюзные маршруты по Средней Азии (Таджикистан)
Разработаны в СССР и действуют сейчас всесоюзные туристские маршруты:
- № 429 — «По Гиссарскому хребту» (Самарканд — озеро Гушор — озеро Искандеркуль — Душанбе) (обратный маршруту № 435)
- № 435 — «По Гиссарскому хребту» (Душанбе — озеро Искандеркуль — озеро Гушор — Самарканд) (обратный маршруту № 429)

## Галерея таджикского туризма
- Гиссарский хребет
- Озеро Искандеркуль
- Дворец президента Республики Таджикистан